# Campeonato Asiático de Atletismo em Pista Coberta de 2016 - Resultados
Estes são os resultados do Campeonato Asiático de Atletismo em Pista Coberta de 2016 que ocorreram de 19 e 21 de fevereiro de 2016 em Doha, no Catar. Essa é a segunda vez que a cidade sedia o evento sendo a primeira vez em 2008. 

## Resultado masculino

### 60 m
| Posição | Bateria | Atleta                   | Nacionalidade          | Tempo | Notas                |
| ------- | ------- | ------------------------ | ---------------------- | ----- | -------------------- |
| 1       | 2       | Tosin Ogunode            | Catar                  | 6.67  | Q                    |
| 2       | 2       | Reza Ghasemi             | Irão                   | 6.71  | Q                    |
| 3       | 3       | Barakat Al-Harthi        | Omã                    | 6.73  | Q,                   |
| 4       | 3       | Samuel Francis           | Catar                  | 6.73  | Q                    |
| 5       | 4       | Jirapong Meenapra        | Tailândia              | 6.74  | Q,                   |
| 6       | 4       | Eric Cray                | Filipinas              | 6.74  | Q                    |
| 7       | 3       | Mohd Fadlin              | Indonésia              | 6.75  | Q,                   |
| 8       | 4       | Calvin Kang Li Loong     | Singapura              | 6.77  | Q,                   |
| 9       | 1       | Vitaliy Zems             | Cazaquistão            | 6.81  | Q, =                 |
| 9       | 1       | Hassan Taftian           | Irão                   | 6.81  | Q,                   |
| 9       | 2       | Hassan Saaid             | Maldivas               | 6.81  | Q,                   |
| 12      | 1       | Mohammed Abukhousa       | Palestina              | 6.87  | Q,                   |
| 13      | 1       | Mohammad Yaseen Al-Hasan | Arábia Saudita         | 6.87  | q,                   |
| 14      | 2       | Muhammad Rozikin         | Indonésia              | 6.88  | q,                   |
| 15      | 3       | Harith Ammar Mohd Sobri  | Malásia                | 6.89  | q,                   |
| 16      | 4       | Khalid Al-Ghilani        | Omã                    | 6.90  | q,                   |
| 17      | 4       | Eid Abdulla Al-Kuwari    | Catar                  | 6.91  |                      |
| 18      | 4       | Nabrad Mohamed Taleb     | Iraque                 | 6.92  | Recorde pessoal      |
| 19      | 4       | Tang Yik Chun            | Hong Kong              | 6.93  | Recorde da temporada |
| 20      | 3       | Battulgyn Achitbileg     | Mongólia               | 6.95  | Recorde pessoal      |
| 21      | 2       | Ramzi Naim               | Líbano                 | 7.01  |                      |
| 22      | 3       | Noureddine Hadid         | Líbano                 | 7.04  | Recorde pessoal      |
| 23      | 1       | Yang Zi Xian             | Macau                  | 7.06  | Recorde pessoal      |
| 24      | 3       | Davron Atabaev           | Tajiquistão            | 7.09  | Recorde pessoal      |
| 24      | 4       | Akmyrat Orazgeldiyev     | Turquemenistão         | 7.09  |                      |
| 26      | 2       | Omar Juma Al-Salfa       | Emirados Árabes Unidos | 7.11  | Recorde da temporada |
| 27      | 1       | Lai Chun Ho              | Hong Kong              | 7.14  | Recorde da temporada |
| 28      | 3       | Dastan Jamal Al-Mulla    | Iraque                 | 7.17  | Recorde pessoal      |
| 29      | 1       | Sareesh Ahmed            | Maldivas               | 7.63  | Recorde pessoal      |
| 30      | 2       | Meshaal Al-Mutairi       | Kuwait                 | DNS   |                      |

| Posição | Bateria | Atleta                   | Nacionalidade  | Tempo | Notas                |
| ------- | ------- | ------------------------ | -------------- | ----- | -------------------- |
| 1       | 1       | Eric Cray                | Filipinas      | 6.57  | Q, , =               |
| 2       | 2       | Hassan Taftian           | Irão           | 6.66  | Q,                   |
| 3       | 2       | Barakat Al-Harthi        | Omã            | 6.67  | Q                    |
| 4       | 1       | Reza Ghasemi             | Irão           | 6.69  | Q,                   |
| 5       | 1       | Mohd Fadlin              | Indonésia      | 6.74  | Q,                   |
| 6       | 2       | Hassan Saaid             | Maldivas       | 6.75  | Q,                   |
| 7       | 1       | Mohammed Abukhousa       | Palestina      | 6.77  | Q,                   |
| 7       | 2       | Jirapong Meenapra        | Tailândia      | 6.77  | Q                    |
| 9       | 2       | Calvin Kang Li Loong     | Singapura      | 6.82  |                      |
| 10      | 1       | Mohammad Yaseen Al-Hasan | Arábia Saudita | 6.84  | Recorde da temporada |
| 11      | 2       | Muhammad Rozikin         | Indonésia      | 6.87  | Recorde pessoal      |
| 12      | 1       | Khalid Al-Ghilani        | Omã            | 6.89  | Recorde pessoal      |
| 13      | 2       | Harith Ammar Mohd Sobri  | Malásia        | 6.94  |                      |
| 14      | 1       | Vitaliy Zems             | Cazaquistão    | DSQ   | R162.6               |
| 14      | 1       | Tosin Ogunode            | Catar          | DSQ   | R162.6               |
| 14      | 2       | Samuel Francis           | Catar          | DQ    | R162.6               |

| Posição           | Raia | Atleta             | Nacionalidade | Tempo | Notas                |
| ----------------- | ---- | ------------------ | ------------- | ----- | -------------------- |
| Medalha de ouro   | 3    | Hassan Taftian     | Irão          | 6.56  | ,                    |
| Medalha de prata  | 6    | Reza Ghasemi       | Irão          | 6.66  | Recorde da temporada |
| Medalha de bronze | 4    | Eric Cray          | Filipinas     | 6.70  |                      |
| 4                 | 7    | Mohd Fadlin        | Indonésia     | 6.75  |                      |
| 5                 | 8    | Hassan Saaid       | Maldivas      | 6.84  |                      |
| 6                 | 2    | Jirapong Meenapra  | Tailândia     | 6.84  |                      |
| 7                 | 1    | Mohammed Abukhousa | Palestina     | 6.89  |                      |
| 8                 | 5    | Barakat Al-Harthi  | Omã           | DNS   |                      |

### 400 m
| Posição | Bateria | Atleta                    | Nacionalidade          | Tempo | Notas            |
| ------- | ------- | ------------------------- | ---------------------- | ----- | ---------------- |
| 1       | 5       | Mikhail Litvin            | Cazaquistão            | 47.28 | Q                |
| 2       | 1       | Abbas Abubaker            | Bahrein                | 47.34 | Q,               |
| 3       | 5       | Mohammad Nasser Abbas     | Catar                  | 47.81 | Q                |
| 4       | 4       | Yousef Karam              | Kuwait                 | 47.93 | Q,               |
| 5       | 4       | Quach Cong Luc            | Vietname               | 48.09 | Q                |
| 6       | 4       | Mehdi Zamani              | Irão                   | 48.20 | q,               |
| 7       | 4       | Gamal Abdelnasir Abubaker | Catar                  | 48.24 | q,               |
| 8       | 1       | Mohamed Abdul Ridha       | Iraque                 | 48.36 | Q,               |
| 9       | 1       | Joan Caido                | Filipinas              | 48.50 | Recorde pessoal  |
| 10      | 3       | Abdelalelah Haroun        | Catar                  | 48.58 | Q                |
| 11      | 4       | Asad Iqbal                | Paquistão              | 48.71 | Recorde nacional |
| 12      | 1       | Aleksandr Pronzhenko      | Tajiquistão            | 48.87 | Recorde nacional |
| 13      | 2       | Guo Zhongze               | China                  | 49.07 | Q,               |
| 14      | 2       | Chan Ka Chun              | Hong Kong              | 49.24 | Q,               |
| 15      | 1       | Abdullah Abkar Al-Moualed | Arábia Saudita         | 49.25 | Recorde pessoal  |
| 16      | 2       | Nokar Hussain             | Paquistão              | 49.38 |                  |
| 17      | 3       | Saud Abdelkarim Mohamed   | Emirados Árabes Unidos | 49.98 | Q,               |
| 18      | 3       | Archand Christian Bagsit  | Filipinas              | 50.20 | Recorde pessoal  |
| 19      | 5       | Aleksey Namuratov         | Quirguistão            | 50.22 |                  |
| 20      | 5       | Saeed Hashwan             | Iêmen                  | 51.64 | Recorde pessoal  |
| 21      | 2       | Said Hadid                | Afeganistão            | 51.82 | Recorde nacional |
| 22      | 3       | Naseem Munassar           | Iêmen                  | 51.90 | Recorde pessoal  |
| 23      | 3       | Samir Badaro              | Jordânia               | 55.94 | Recorde pessoal  |
| 24      | 3       | Ao Ieong Ka Hou           | Macau                  | DSQ   | R163.3a          |
| 24      | 5       | Sajjad Hashemi            | Irão                   | DSQ   | R163.3a          |
| 25      | 2       | Noureddine Hadid          | Líbano                 | DNS   |                  |
| 25      | 4       | Obaid Hindi Mohamed       | Omã                    | DNS   |                  |
| 25      | 5       | Ahmed Mubarak Salah       | Omã                    | DNS   |                  |

| Posição | Bateria | Atleta                    | Nacionalidade          | Tempo | Notas                |
| ------- | ------- | ------------------------- | ---------------------- | ----- | -------------------- |
| 1       | 1       | Abdelalelah Haroun        | Catar                  | 46.38 | Q,                   |
| 2       | 2       | Abbas Abubaker            | Bahrein                | 46.84 | Q,                   |
| 3       | 2       | Mohammad Nasser Abbas     | Catar                  | 47.14 | Q,                   |
| 4       | 1       | Mikhail Litvin            | Cazaquistão            | 47.25 | Q                    |
| 5       | 2       | Quach Cong Luc            | Vietname               | 47.87 | Q                    |
| 6       | 2       | Yousef Karam              | Kuwait                 | 47.88 | Recorde nacional     |
| 7       | 2       | Mehdi Zamani              | Irão                   | 47.92 | Recorde da temporada |
| 8       | 1       | Guo Zhongze               | China                  | 47.96 | Q,                   |
| 9       | 1       | Gamal Abdelnasir Abubaker | Catar                  | 48.65 |                      |
| 10      | 1       | Mohamed Abdul Ridha       | Iraque                 | 48.71 |                      |
| 11      | 1       | Chan Ka Chun              | Hong Kong              | 48.89 |                      |
| 12      | 2       | Saud Abdelkarim Mohamed   | Emirados Árabes Unidos | 50.39 |                      |

| Posição           | Raia | Atleta                | Nacionalidade | Tempo | Notas            |
| ----------------- | ---- | --------------------- | ------------- | ----- | ---------------- |
| Medalha de ouro   | 5    | Abdelalelah Haroun    | Catar         | 45.88 | ,                |
| Medalha de prata  | 6    | Abbas Abubaker        | Bahrein       | 46.60 | Recorde nacional |
| Medalha de bronze | 4    | Mikhail Litvin        | Cazaquistão   | 46.80 | Recorde nacional |
| 4                 | 3    | Mohammad Nasser Abbas | Catar         | 47.35 |                  |
| 5                 | 2    | Guo Zhongze           | China         | 47.95 | Recorde pessoal  |
| 6                 | 1    | Quach Cong Luc        | Vietname      | 48.29 |                  |

### 800 m
| Posição | Bateria | Atleta                   | Nacionalidade | Tempo   | Notas           |
| ------- | ------- | ------------------------ | ------------- | ------- | --------------- |
| 1       | 2       | Jamal Hairane            | Catar         | 1:53.95 | Q               |
| 2       | 2       | Mostafa Ebrahimi         | Irão          | 1:54.32 | Q               |
| 3       | 2       | Jonathan Kipkosgei       | Bahrein       | 1:54.33 | q,              |
| 4       | 2       | Farkhod Kuralov          | Tajiquistão   | 1:54.79 | q,              |
| 5       | 1       | Abubaker Haydar Abdalla  | Catar         | 1:56.13 | Q,              |
| 6       | 1       | Musaeb Abdulrahman Balla | Catar         | 1:56.91 | Q               |
| 7       | 2       | Fang Jianyong            | Singapura     | 1:57.16 | Recorde pessoal |
| 8       | 1       | Indunil Herath           | Sri Lanka     | 1:57.26 | Recorde pessoal |
| 9       | 1       | Muhammad Ikram           | Paquistão     | 1:57.59 | Recorde pessoal |

| Posição           | Atleta                   | Nacionalidade | Tempo   | Notas                 |
| ----------------- | ------------------------ | ------------- | ------- | --------------------- |
| Medalha de ouro   | Musaeb Abdulrahman Balla | Catar         | 1:46.92 | Recorde do campeonato |
| Medalha de prata  | Jamal Hairane            | Catar         | 1:48.05 | Recorde pessoal       |
| Medalha de bronze | Mostafa Ebrahimi         | Irão          | 1:48.26 | Recorde nacional      |
| 4                 | Abubaker Haydar Abdalla  | Catar         | 1:48.30 | Recorde pessoal       |
| 5                 | Farkhod Kuralov          | Tajiquistão   | 1:54.07 | Recorde da temporada  |
| 6                 | Jonathan Kipkosgei       | Bahrein       | DNF     |                       |

### 1500 m
20 de fevereiro
| Posição           | Atleta              | Nacionalidade  | Tempo   | Notas            |
| ----------------- | ------------------- | -------------- | ------- | ---------------- |
| Medalha de ouro   | Mohamed Al-Garni    | Catar          | 3:36.35 | ,                |
| Medalha de prata  | Benson Seurei       | Bahrein        | 3:37.08 | Recorde pessoal  |
| Medalha de bronze | Said Aden Said      | Catar          | 3:37.29 | Recorde pessoal  |
| 4                 | Musaab Adam Ali     | Catar          | 3:37.30 | Recorde pessoal  |
| 5                 | Ajay Kumar Saroj    | Índia          | 3:47.26 | Recorde pessoal  |
| 6                 | Rahul Harveer Singh | Índia          | 3:48.80 | Recorde pessoal  |
| 7                 | Hossein Keyhani     | Irão           | 3:49.53 | Recorde pessoal  |
| 8                 | Mohammed Shaween    | Arábia Saudita | 3:54.25 | Recorde pessoal  |
| 9                 | Tariq Ahmed Al-Amri | Arábia Saudita | 4:01.71 | Recorde pessoal  |
| 10                | Ebrahim Shabil      | Iêmen          | 4:02.17 | Recorde pessoal  |
| 11                | Fang Jianyong       | Singapura      | 4:09.50 | Recorde nacional |
| 12                | Marouane Habti      | Bahrein        | DNF     |                  |
| 12                | Adnan Taess         | Iraque         | DNF     |                  |
| 13                | Wesam Al-Massri     | Palestina      | DNS     |                  |

### 3000 m
21 de fevereiro
| Posição           | Atleta                  | Nacionalidade | Tempo   | Notas                |
| ----------------- | ----------------------- | ------------- | ------- | -------------------- |
| Medalha de ouro   | Mohamed Al-Garni        | Catar         | 7:39.23 | ,                    |
| Medalha de prata  | Albert Rop              | Bahrein       | 7:40.27 | Recorde da temporada |
| Medalha de bronze | Said Aden Said          | Catar         | 7:44.69 | Recorde pessoal      |
| 4                 | Naveen Kumar            | Índia         | 8:03.21 | Recorde pessoal      |
| 5                 | Hashim Salah Abbas      | Catar         | 8:03.27 | Recorde pessoal      |
| 6                 | Linus Kiplagat          | Bahrein       | 8:12.35 | Recorde pessoal      |
| 7                 | Hossein Keyhani         | Irão          | 8:14.99 | Recorde pessoal      |
| 8                 | Adilet Kyshtabekov      | Quirguistão   | 8:29.45 | Recorde pessoal      |
| 9                 | Noor Aldeen Al-Humaidha | Iêmen         | 8:54.71 | Recorde pessoal      |
| 10                | Mohanad Ali             | Palestina     | 8:58.11 | Recorde pessoal      |

### 60 m com barreiras
| Posição | Bateria | Atleta                 | Nacionalidade | Tempo | Notas                |
| ------- | ------- | ---------------------- | ------------- | ----- | -------------------- |
| 1       | 1       | Abdulaziz Al-Mandeel   | Kuwait        | 7.66  | Q,                   |
| 2       | 2       | Jiang Fan              | China         | 7.76  | Q,                   |
| 3       | 1       | Zhang Honglin          | China         | 7.80  | Q                    |
| 4       | 2       | Yaqoub Al-Youha        | Kuwait        | 7.82  | Q,                   |
| 5       | 1       | Chen Kuei-Ju           | Taipé Chinesa | 7.89  | Q,                   |
| 6       | 1       | Ameer Shakir Aneed     | Iraque        | 7.90  | q                    |
| 7       | 2       | Yang Wei-Ting          | Taipé Chinesa | 8.00  | Q,                   |
| 8       | 2       | Milad Sayyar           | Irão          | 8.03  | q,                   |
| 9       | 2       | Rayzam Shah Wan Sofian | Malásia       | 8.04  | Recorde da temporada |
| 10      | 1       | Chen Xiang Ang         | Singapura     | 8.16  | Recorde pessoal      |
| 11      | 1       | Mohd Ajmal Mat Hassan  | Malásia       | 8.17  | Recorde pessoal      |
| 12      | 1       | Costa Lai Ho Tat       | Macau         | 8.29  | Recorde pessoal      |
| 13      | 2       | Ali Hazer              | Líbano        | 8.64  | Recorde da temporada |

| Posição           | Raia | Atleta               | Nacionalidade | Tempo | Notas                |
| ----------------- | ---- | -------------------- | ------------- | ----- | -------------------- |
| Medalha de ouro   | 5    | Abdulaziz Al-Mandeel | Kuwait        | 7.60  | Recorde nacional     |
| Medalha de prata  | 3    | Yaqoub Al-Youha      | Kuwait        | 7.65  | Recorde pessoal      |
| Medalha de bronze | 6    | Zhang Honglin        | China         | 7.73  |                      |
| 4                 | 8    | Chen Kuei-Ju         | Taipé Chinesa | 7.81  | Recorde pessoal      |
| 5                 | 7    | Yang Wei-Ting        | Taipé Chinesa | 7.87  | Recorde pessoal      |
| 6                 | 1    | Milad Sayyar         | Irão          | 8.01  | Recorde da temporada |
| 7                 | 2    | Ameer Shakir Aneed   | Iraque        | DNF   |                      |
| 7                 | 4    | Jiang Fan            | China         | DQS   |                      |

### Revezamento 4x400 m
21 de fevereiro
| Posição          | Nacionalidade | Atletas                                                                                      | Tempo   | Notas            |
| ---------------- | ------------- | -------------------------------------------------------------------------------------------- | ------- | ---------------- |
| Medalha de ouro  | Catar         | Mohammad Nasser Abbas, Musaeb Abdulrahman Balla, Abubaker Haydar Abdalla, Abdelalelah Haroun | 3:08.20 | ,                |
| Medalha de prata | Irão          | Reza Ghasemi, Mostafa Ebrahimi, Mehdi Zamani, Sajjad Hashemi                                 | 3:11.86 | Recorde nacional |

### Salto em altura
19 de fevereiro
| Posição           | Atleta                    | Nacionalidade          | 2.00 | 2.05 | 2.10 | 2.15 | 2.20 | 2.24 | 2.28 | 2.31 | 2.35 | 2.40 | Resultados | Notas                |
| ----------------- | ------------------------- | ---------------------- | ---- | ---- | ---- | ---- | ---- | ---- | ---- | ---- | ---- | ---- | ---------- | -------------------- |
| Medalha de ouro   | Mutaz Essa Barshim        | Catar                  | –    | –    | –    | –    | –    | o    | o    | xo   | xo   | xxx  | 2.35       |                      |
| Medalha de prata  | Majededdin Ghazal         | Síria                  | –    | –    | o    | o    | o    | xo   | xo   | xxx  |      |      | 2.28       | Recorde nacional     |
| Medalha de bronze | Manjula Kumara            | Sri Lanka              | –    | o    | o    | xxo  | o    | xo   | xxx  |      |      |      | 2.24       | Recorde nacional     |
| 4                 | Sun Zhao                  | China                  | –    | o    | o    | o    | o    | xxx  |      |      |      |      | 2.20       | Recorde da temporada |
| 4                 | Mohammadreza Vazifehdoost | Irão                   | –    | o    | o    | o    | o    | xxx  |      |      |      |      | 2.20       |                      |
| 4                 | Keivan Ghanbarzadeh       | Irão                   | –    | –    | o    | o    | o    | xxx  |      |      |      |      | 2.20       |                      |
| 7                 | Yun Seung-hyun            | Coreia do Sul          | –    | –    | o    | o    | xo   | xxx  |      |      |      |      | 2.20       |                      |
| 8                 | Yuriy Dergachev           | Cazaquistão            | –    | o    | o    | o    | xxx  |      |      |      |      |      | 2.15       |                      |
| 9                 | Hamdi Al-Amine Saleh      | Catar                  | o    | o    | o    | xxx  |      |      |      |      |      |      | 2.10       |                      |
| 10                | Nawaf Ahmed Al-Yami       | Arábia Saudita         | –    | –    | xo   | xxx  |      |      |      |      |      |      | 2.10       | Recorde pessoal      |
| 11                | Muamer Aissa Barsham      | Catar                  | o    | xo   | xo   | xxx  |      |      |      |      |      |      | 2.10       | =                    |
| 12                | Woo Sang-hyeok            | Coreia do Sul          | –    | o    | xxo  | xxx  |      |      |      |      |      |      | 2.10       | =                    |
| 13                | Ali Faisal Gholoum        | Emirados Árabes Unidos | o    | xo   | xxx  |      |      |      |      |      |      |      | 2.05       | Recorde pessoal      |
| 14                | Muhammed Ashraf Rahman    | Malásia                | o    | xxo  | xxx  |      |      |      |      |      |      |      | 2.05       | Recorde pessoal      |
| 15                | Tejaswin Shankar          | Índia                  | xxx  |      |      |      |      |      |      |      |      |      | NM         |                      |
| 15                | Hussein Al-Ibraheemi      | Iraque                 | xxx  |      |      |      |      |      |      |      |      |      | NM         |                      |
| 16                | Wang Yu                   | China                  |      |      |      |      |      |      |      |      |      |      | DNS        |                      |

### Salto com vara
20 de fevereiro
| Posição           | Atleta               | Nacionalidade | 4.75 | 5.00 | 5.10 | 5.20 | 5.30 | 5.40 | 5.50 | 5.60 | 5.70 | 5.75 | 5.82 | Resultados | Notas                |
| ----------------- | -------------------- | ------------- | ---- | ---- | ---- | ---- | ---- | ---- | ---- | ---- | ---- | ---- | ---- | ---------- | -------------------- |
| Medalha de ouro   | Huang Bokai          | China         | –    | –    | –    | –    | xo   | –    | xxo  | o    | xo   | o    | xxx  | 5.75       | , =                  |
| Medalha de prata  | Seito Yamamoto       | Japão         | –    | –    | –    | –    | –    | xxo  | –    | xo   | xxx  |      |      | 5.60       |                      |
| Medalha de bronze | Hiroki Ogita         | Japão         | –    | –    | –    | –    | o    | –    | xo   | –    | xxx  |      |      | 5.50       |                      |
| 4                 | Ernest Obiena        | Filipinas     | –    | o    | –    | o    | –    | xo   | xxx  |      |      |      |      | 5.40       | Recorde pessoal      |
| 5                 | Muntadher Abdulwahid | Iraque        | –    | –    | o    | o    | xxo  | xxx  |      |      |      |      |      | 5.30       | Recorde nacional     |
| 6                 | Mohd Iskandar Alwi   | Malásia       | xxo  | o    | xxx  |      |      |      |      |      |      |      |      | 5.00       | Recorde da temporada |
| 7                 | Ali Makki Al-Sabagha | Kuwait        | xo   | xxx  |      |      |      |      |      |      |      |      |      | 4.75       | Recorde da temporada |
| 8                 | Xia Xiang            | China         | –    | –    | –    | –    | xxx  |      |      |      |      |      |      | NM         |                      |

### Salto em distância
21 de fevereiro
| Posição           | Atleta                | Nacionalidade  | #1   | #2   | #3   | #4   | #5   | #6   | Resulta | Notas                |
| ----------------- | --------------------- | -------------- | ---- | ---- | ---- | ---- | ---- | ---- | ------- | -------------------- |
| Medalha de ouro   | Zhang Yaoguang        | China          | 7.83 | 7.81 | 7.99 | x    | 7.83 | 7.93 | 7.99    | Recorde pessoal      |
| Medalha de prata  | Kumaravel Premkumar   | Índia          | 7.54 | 7.70 | 7.63 | x    | x    | 7.92 | 7.92    | Recorde nacional     |
| Medalha de bronze | Chan Ming Tai         | Hong Kong      | 7.79 | x    | x    | 7.76 | x    | 7.85 | 7.85    | Recorde nacional     |
| 4                 | Kota Minemura         | Japão          | 7.41 | 7.60 | 7.79 | 7.78 | x    | 7.82 | 7.82    | Recorde pessoal      |
| 5                 | Huang Changzhou       | China          | 7.81 | 7.65 | x    | 7.73 | 7.81 | 7.64 | 7.81    | Recorde da temporada |
| 6                 | Ankit Sharma          | Índia          | x    | 7.66 | x    | x    | x    | 7.58 | 7.66    | Recorde pessoal      |
| 7                 | Saleh Al-Haddad       | Kuwait         | 7.60 | 7.59 | 7.47 | x    | x    | –    | 7.60    | Recorde da temporada |
| 8                 | Mohammed Al-Khuwalidi | Arábia Saudita | x    | 7.32 | x    | 5.36 | 7.52 | x    | 7.52    | Recorde da temporada |
| 9                 | Milad Darisavi        | Irão           | 5.31 | x    | 7.09 |      |      |      | 7.09    |                      |
| 10                | Donovant Arriola      | Filipinas      | 6.94 | 6.86 | 7.02 |      |      |      | 7.02    |                      |
| 11                | Ivan Denisov          | Uzbequistão    | 7.00 | 6.97 | x    |      |      |      | 7.00    |                      |
| 12                | Janry Ubas            | Filipinas      | 6.61 | 6.84 | 7.00 |      |      |      | 7.00    | Recorde pessoal      |

### Salto triplo
20 de fevereiro
| Posição           | Atleta                     | Nacionalidade  | #1    | #2    | #3    | #4    | #5    | #6    | Resultados | Notas                |
| ----------------- | -------------------------- | -------------- | ----- | ----- | ----- | ----- | ----- | ----- | ---------- | -------------------- |
| Medalha de ouro   | Roman Valiyev              | Cazaquistão    | 16.30 | x     | 16.63 | x     | 16.69 | x     | 16.69      |                      |
| Medalha de prata  | Renjith Maheshwary         | Índia          | 14.98 | 15.59 | 15.28 | 15.91 | 16.16 | 15.79 | 16.16      | Recorde pessoal      |
| Medalha de bronze | Rashid Al-Mannai           | Catar          | 15.84 | 15.73 | x     | x     | x     | 15.97 | 15.97      | Recorde nacional     |
| 4                 | Yevgeniy Ektov             | Cazaquistão    | 15.81 | x     | 15.90 | 15.70 | x     | 15.91 | 15.91      |                      |
| 5                 | Milad Darisavi             | Irão           | 15.62 | 15.74 | 15.89 | x     | 15.49 | x     | 15.89      |                      |
| 6                 | Cao Shuo                   | China          | 15.76 | 15.47 | 15.48 | x     | x     | x     | 15.76      |                      |
| 7                 | Muhd Hakimi Ismail         | Malásia        | 14.86 | 15.40 | 15.41 | 15.47 | 15.75 | 15.72 | 15.75      | Recorde da temporada |
| 8                 | Ivan Denisov               | Uzbequistão    | 14.95 | 14.76 | 15.19 | x     | 15.18 | 15.32 | 15.32      | Recorde da temporada |
| 9                 | Nik Fariezal Erman Ab Hadi | Malásia        | x     | 14.88 | x     |       |       |       | 14.88      | Recorde pessoal      |
| 10                | Hassan Nasser Dawshi       | Arábia Saudita | 14.67 | 14.85 | x     |       |       |       | 14.85      |                      |
| 11                | Jayakumar Surendhar        | Índia          | 14.76 | 14.51 | –     |       |       |       | 14.76      |                      |

### Arremesso de peso
21 de fevereiro
| Posição           | Atleta                    | Nacionalidade  | #1    | #2    | #3    | #4    | #5    | #6    | Resultados | Notas                |
| ----------------- | ------------------------- | -------------- | ----- | ----- | ----- | ----- | ----- | ----- | ---------- | -------------------- |
| Medalha de ouro   | Liu Yang                  | China          | 17.73 | 18.83 | x     | 18.99 | 18.82 | 19.30 | 19.30      | Recorde da temporada |
| Medalha de prata  | Tian Zhizhong             | China          | 18.11 | 18.84 | 18.85 | 18.66 | 18.78 | 18.88 | 18.88      |                      |
| Medalha de bronze | Om Prakash Karhana        | Índia          | x     | 17.98 | x     | x     | 18.77 | x     | 18.77      | Recorde da temporada |
| 4                 | Ali Samari                | Irão           | x     | 17.60 | x     | x     | 17.82 | x     | 17.82      |                      |
| 5                 | Sergey Dementyev          | Uzbequistão    | x     | x     | x     | x     | x     | 17.73 | 17.73      |                      |
| 6                 | Jung Il-woo               | Coreia do Sul  | 16.96 | x     | 17.45 | x     | x     | x     | 17.45      |                      |
| 7                 | Mohammadhossein Eskandari | Irão           | x     | x     | x     | 15.94 | x     | x     | 15.94      |                      |
| 8                 | Tejen Hommadov            | Turquemenistão | x     | 14.52 | x     | 14.72 | x     | 15.26 | 15.26      |                      |

### Heptatlo
20 e 21 de fevereiro
| Posição           | Atleta             | Nacionalidade  | 60m  | SD   | AP    | SA   | 60 m C/B | SV   | 1000 m  | Pontos | Notas                |
| ----------------- | ------------------ | -------------- | ---- | ---- | ----- | ---- | -------- | ---- | ------- | ------ | -------------------- |
| Medalha de ouro   | Akihiko Nakamura   | Japão          | 7.03 | 7.13 | 11.60 | 1.94 | 8.13     | 4.90 | 2:32.88 | 5831   | Recorde nacional     |
| Medalha de prata  | Hu Yufei           | China          | 7.06 | 7.18 | 14.06 | 1.97 | 8.02     | 4.40 | 2:45.71 | 5745   | Recorde pessoal      |
| Medalha de bronze | Marat Khaydarov    | Uzbequistão    | 7.20 | 6.84 | 12.99 | 2.00 | 8.14     | 4.70 | 2:47.33 | 5619   | Recorde pessoal      |
| 4                 | Leonid Andreyev    | Uzbequistão    | 7.20 | 7.02 | 14.83 | 1.82 | 8.39     | 5.10 | 2:53.84 | 5607   | Recorde pessoal      |
| 5                 | Mohammed Al-Qaree  | Arábia Saudita | 6.95 | 7.18 | 13.32 | 1.94 | 8.08     | 4.30 | 2:54.21 | 5579   | Recorde da temporada |
| 6                 | Takumi Otobe       | Japão          | 6.95 | 6.84 | 13.09 | 1.91 | 8.35     | 4.40 | 2:48.18 | 5484   | Recorde pessoal      |
| 7                 | Mohammed Al-Mannai | Catar          | 7.37 | 7.14 | 13.40 | 1.88 | 8.37     | 4.50 | 2:51.54 | 5391   | Recorde nacional     |
| 8                 | Abdoljalil Toumaj  | Irão           | 7.10 | 6.91 | 13.13 | 1.91 | 8.43     | 4.30 | DNF     | 4616   |                      |
| 9                 | Magid Al-Zeed      | Kuwait         | 7.25 | 6.78 | 11.10 | 1.82 | 8.38     | NM   | 2:37.86 | 4539   | Recorde pessoal      |

## Resultado feminino

### 60 m
| Posição | Bateria | Atleta                    | Nacionalidade  | Tempo | Notas            |
| ------- | ------- | ------------------------- | -------------- | ----- | ---------------- |
| 1       | 3       | Dutee Chand               | Índia          | 7.28  | Q,               |
| 2       | 1       | Viktoriya Zyabkina        | Cazaquistão    | 7.35  | Q                |
| 3       | 2       | Yuan Qiqi                 | China          | 7.38  | Q,               |
| 4       | 1       | Lam On Ki                 | Hong Kong      | 7.45  | Q,               |
| 5       | 3       | Hajar Al-Khaldi           | Bahrein        | 7.48  | Q,               |
| 6       | 4       | Basirah Sharifa Nasir     | Bahrein        | 7.49  | Q,               |
| 7       | 3       | Rima Kashafutdinova       | Cazaquistão    | 7.50  | Q                |
| 8       | 1       | Lusiana Satriani          | Indonésia      | 7.52  | Q,               |
| 9       | 4       | Farzaneh Fasihi           | Irão           | 7.53  | Q                |
| 10      | 4       | Lin Huijun                | China          | 7.56  | Q,               |
| 11      | 3       | Dana Hussain              | Iraque         | 7.60  | q,               |
| 12      | 2       | Zaidatul Husniah Zulkifli | Malásia        | 7.61  | Q,               |
| 13      | 2       | Diana Agliulina           | Uzbequistão    | 7.62  | Q                |
| 14      | 4       | Alaa Hikmat               | Iraque         | 7.63  | q,               |
| 15      | 3       | Valentina Meredova        | Turquemenistão | 7.64  | q,               |
| 16      | 2       | Tri Setyo Utami           | Indonésia      | 7.65  | q,               |
| 17      | 4       | Aziza Sbaity              | Líbano         | 7.67  | Recorde nacional |
| 18      | 3       | Mazoon Al-Alawi           | Omã            | 7.83  | , NJR            |
| 19      | 3       | Maha Al-Moallem           | Líbano         | 7.91  | Recorde pessoal  |
| 20      | 1       | Mudhawi Al-Shammari       | Kuwait         | 7.94  | Recorde pessoal  |
| 21      | 4       | Farah Rasem Yacoub Hashem | Jordânia       | 8.01  | Recorde pessoal  |
| 22      | 2       | Yekaterina Yazmuradova    | Turquemenistão | 8.04  | Recorde pessoal  |
| 23      | 4       | Bashair Obaid Al-Manwari  | Catar          | 8.11  | Recorde nacional |
| 24      | 2       | Nadiah Al-Haqoan          | Kuwait         | 8.18  | Recorde pessoal  |
| 25      | 2       | Aliya Khattab Boshnak     | Jordânia       | 8.27  | Recorde pessoal  |
| 26      | 1       | Aishath Zara Athif        | Maldivas       | 8.63  | Recorde pessoal  |
| 27      | 1       | Srabani Nanda             | Índia          | DSQ   |                  |

| Posição | Bateria | Atleta                    | Nacionalidade  | Tempo | Notas |
| ------- | ------- | ------------------------- | -------------- | ----- | ----- |
| 1       | 2       | Viktoriya Zyabkina        | Cazaquistão    | 7.33  | Q     |
| 2       | 1       | Dutee Chand               | Índia          | 7.39  | Q     |
| 3       | 1       | Rima Kashafutdinova       | Cazaquistão    | 7.41  | Q, =  |
| 3       | 2       | Yuan Qiqi                 | China          | 7.41  | Q     |
| 5       | 2       | Farzaneh Fasihi           | Irão           | 7.45  | Q     |
| 6       | 1       | Basirah Sharifa Nasir     | Bahrein        | 7.46  | Q,    |
| 7       | 2       | Hajar Al-Khaldi           | Bahrein        | 7.49  | Q     |
| 8       | 2       | Lusiana Satriani          | Indonésia      | 7.54  |       |
| 9       | 1       | Lam On Ki                 | Hong Kong      | 7.55  | Q     |
| 10      | 1       | Dana Hussain              | Iraque         | 7.62  |       |
| 11      | 1       | Zaidatul Husniah Zulkifli | Malásia        | 7.66  |       |
| 12      | 2       | Lin Huijun                | China          | 7.67  |       |
| 13      | 1       | Diana Agliulina           | Uzbequistão    | 7.70  |       |
| 13      | 2       | Alaa Hikmat               | Iraque         | 7.70  |       |
| 15      | 1       | Tri Setyo Utami           | Indonésia      | 7.71  |       |
| 16      | 2       | Valentina Meredova        | Turquemenistão | 7.74  |       |

| Posição           | Raia | Atleta                | Nacionalidade | Tempo | Notas                 |
| ----------------- | ---- | --------------------- | ------------- | ----- | --------------------- |
| Medalha de ouro   | 4    | Viktoriya Zyabkina    | Cazaquistão   | 7.27  | Recorde do campeonato |
| Medalha de prata  | 5    | Yuan Qiqi             | China         | 7.33  | Recorde da temporada  |
| Medalha de bronze | 3    | Dutee Chand           | Índia         | 7.37  |                       |
| 4                 | 8    | Basirah Sharifa Nasir | Bahrein       | 7.37  | Recorde nacional      |
| 5                 | 7    | Farzaneh Fasihi       | Irão          | 7.45  |                       |
| 6                 | 1    | Hajar Al-Khaldi       | Bahrein       | 7.46  | Recorde pessoal       |
| 7                 | 6    | Rima Kashafutdinova   | Cazaquistão   | 7.50  |                       |
| 8                 | 2    | Lam On Ki             | Hong Kong     | 7.52  |                       |

### 400 m
| Posição | Bateria | Atleta                | Nacionalidade | Tempo   | Notas           |
| ------- | ------- | --------------------- | ------------- | ------- | --------------- |
| 1       | 1       | Kemi Adekoya          | Bahrein       | 51.68   | Q,              |
| 2       | 2       | Elina Mikhina         | Cazaquistão   | 53.78   | Q               |
| 3       | 2       | Quach Thi Lan         | Vietname      | 55.02   | Q               |
| 4       | 2       | Iman Isa Jassim       | Bahrein       | 55.37   | q,              |
| 5       | 1       | Alaa Hikmat           | Iraque        | 55.42   | Q,              |
| 6       | 2       | Ghofrane Mohammad     | Síria         | 55.45   | q,              |
| 7       | 2       | Ng Weng Ian           | Macau         | 59.71   | Recorde pessoal |
| 8       | 1       | Hanaa Al-Qassimi      | Omã           | 1:02.43 | Recorde pessoal |
| 9       | 1       | Noor Wael Al-Qadi     | Jordânia      | 1:03.62 | Recorde pessoal |
| 10      | 1       | Maryam Toosi          | Irão          | DSQ     | R163.3(a)       |
| 11      | 1       | Hanin Wakil Ghaleb    | Iêmen         | DNS     |                 |
| 11      | 2       | Laila Sharif Mohammed | Iêmen         | DNS     |                 |

| Posição           | Raia | Atleta            | Nacionalidade | Tempo | Notas     |
| ----------------- | ---- | ----------------- | ------------- | ----- | --------- |
| Medalha de ouro   | 5    | Kemi Adekoya      | Bahrein       | 51.67 | ,         |
| Medalha de prata  | 6    | Elina Mikhina     | Cazaquistão   | 53.85 |           |
| Medalha de bronze | 3    | Quach Thi Lan     | Vietname      | 55.69 |           |
| 4                 | 2    | Ghofrane Mohammad | Síria         | 55.73 |           |
| 5                 | 4    | Alaa Hikmat       | Iraque        | DSQ   | R163.3(b) |
| 6                 | 1    | Iman Isa Jassim   | Bahrein       | DNF   |           |

### 800 m
| Posição | Bateria | Atleta                      | Nacionalidade | Tempo   | Notas                |
| ------- | ------- | --------------------------- | ------------- | ------- | -------------------- |
| 1       | 1       | Marta Hirpato               | Bahrein       | 2:08.28 | Q,                   |
| 2       | 1       | Tatyana Neroznak            | Cazaquistão   | 2:08.86 | Q                    |
| 3       | 1       | Nimali Liyanarachchi        | Sri Lanka     | 2:09.26 | q,                   |
| 4       | 1       | Kseniya Faiskanova          | Quirguistão   | 2:12.05 | q,                   |
| 5       | 2       | Yume Kitamura               | Japão         | 2:20.69 | Q,                   |
| 6       | 2       | Arina Kleshchukova          | Quirguistão   | 2:20.84 | Q,                   |
| 7       | 1       | Nicole Ann Isabella Yun Mun | Singapura     | 2:27.31 | Recorde pessoal      |
| 8       | 2       | Rabia Ashiq                 | Paquistão     | 2:27.44 | Recorde da temporada |
| 9       | 2       | Iao Si Teng                 | Macau         | 2:32.80 | Recorde pessoal      |

| Posição           | Atleta               | Nacionalidade | Tempo   | Notas           |
| ----------------- | -------------------- | ------------- | ------- | --------------- |
| Medalha de ouro   | Marta Hirpato        | Bahrein       | 2:04.59 | Recorde pessoal |
| Medalha de prata  | Nimali Liyanarachchi | Sri Lanka     | 2:04.88 | Recorde pessoal |
| Medalha de bronze | Tatyana Neroznak     | Cazaquistão   | 2:06.32 | Recorde pessoal |
| 4                 | Arina Kleshchukova   | Quirguistão   | 2:09.28 | Recorde pessoal |
| 5                 | Kseniya Faiskanova   | Quirguistão   | 2:10.93 | Recorde pessoal |
| 6                 | Yume Kitamura        | Japão         | DSQ     | R163.3(a)       |

### 1500 m
19 de fevereiro
| Posição           | Atleta                  | Nacionalidade          | Tempo   | Notas           |
| ----------------- | ----------------------- | ---------------------- | ------- | --------------- |
| 1                 | Betlhem Desalegn        | Emirados Árabes Unidos | 4:21.65 | DSQ             |
| Medalha de ouro   | Tigist Gashaw           | Bahrein                | 4:22.17 |                 |
| Medalha de prata  | Sugandha Kumari         | Índia                  | 4:29.06 | Recorde pessoal |
| Medalha de bronze | Eranga Rashila Dulakshi | Sri Lanka              | 4:37.10 | Recorde pessoal |
| 4                 | Sabrieh Maradat         | Jordânia               | DSQ     | R163.3b         |

### 3000 m
20 de fevereiro
| Posição           | Atleta              | Nacionalidade          | Tempo   | Notas                |
| ----------------- | ------------------- | ---------------------- | ------- | -------------------- |
| 1                 | Betlhem Desalegn    | Emirados Árabes Unidos | 8:44.59 | , DQ                 |
| Medalha de ouro   | Ruth Chebet         | Bahrein                | 8:47.24 | Recorde pessoal      |
| Medalha de prata  | Alia Saeed Mohammed | Emirados Árabes Unidos | 8:48.62 | Recorde da temporada |
| Medalha de bronze | Anju Takamizawa     | Japão                  | 9:44.58 | Recorde pessoal      |
| 4                 | Desi Mokonin        | Bahrein                | DNS     |                      |

### 60 m com barreiras
| Posição | Bateria | Atleta                    | Nacionalidade | Tempo | Notas            |
| ------- | ------- | ------------------------- | ------------- | ----- | ---------------- |
| 1       | 2       | Anastasiya Soprunova      | Cazaquistão   | 8.19  | Q                |
| 2       | 1       | Anastasiya Pilipenko      | Cazaquistão   | 8.21  | Q                |
| 3       | 2       | Govind Raj Gayathri       | Índia         | 8.38  | Q,               |
| 4       | 1       | Valentina Kibalnikova     | Uzbequistão   | 8.42  | Q,               |
| 5       | 1       | Masumi Aoki               | Japão         | 8.42  | Q,               |
| 6       | 1       | Raja Nursheena Raja Azhar | Malásia       | 8.57  | q,               |
| 7       | 1       | Elnaz Kompani             | Irão          | 8.83  | q                |
| 8       | 2       | Jannah Wong Min           | Singapura     | 8.88  | Q,               |
| 9       | 2       | Mazoon Al-Alawi           | Omã           | 9.03  | Recorde pessoal  |
| 10      | 2       | Christel El Saneh         | Líbano        | 9.37  | Recorde nacional |
| 11      | 1       | Dlsoz Obaid Najim         | Iraque        | 9.65  | Recorde pessoal  |
| 12      | 2       | Lui Lai Yiu               | Hong Kong     | DSQ   |                  |

| Posição           | Raia | Atleta                    | Nacionalidade | Tempo | Notas            |
| ----------------- | ---- | ------------------------- | ------------- | ----- | ---------------- |
| Medalha de ouro   | 5    | Anastasiya Soprunova      | Cazaquistão   | 8.17  |                  |
| Medalha de prata  | 4    | Anastasiya Pilipenko      | Cazaquistão   | 8.17  |                  |
| Medalha de bronze | 6    | Valentina Kibalnikova     | Uzbequistão   | 8.32  | Recorde pessoal  |
| 4                 | 3    | Govind Raj Gayathri       | Índia         | 8.34  | Recorde nacional |
| 5                 | 8    | Masumi Aoki               | Japão         | 8.36  | Recorde pessoal  |
| 6                 | 7    | Jannah Wong Min           | Singapura     | 8.81  | Recorde pessoal  |
| 7                 | 1    | Elnaz Kompani             | Irão          | 8.82  |                  |
| 8                 | 2    | Raja Nursheena Raja Azhar | Malásia       | DSQ   |                  |

### Revezamento 4x400 m
21 de fevereiro
| Posição           | Nacionalidade | Atleta                                                                | Tempo   | Notas            |
| ----------------- | ------------- | --------------------------------------------------------------------- | ------- | ---------------- |
| Medalha de ouro   | Bahrein       | Salwa Eid Nasser, Luwaseun Yusuf Jamal, Iman Isa Jassim, Kemi Adekoya | 3:35.07 | ,                |
| Medalha de prata  | Irão          | Farzaneh Fasihi, Sepideh Tavakoli, Elnaz Kompani, Maryam Toosi        | 4:06.51 |                  |
| Medalha de bronze | Jordânia      | Rasem Hashem, Sabrieh Maradat, Aliya Boshnak, Ael Al-Qadi             | 4:10.55 | Recorde nacional |

### Salto em altura
21 de fevereiro
| Posição           | Atleta               | Nacionalidade | 1.65 | 1.70 | 1.75 | 1.80 | 1.84 | 1.88 | 1.92 | 1.95 | Resultados | Notas                |
| ----------------- | -------------------- | ------------- | ---- | ---- | ---- | ---- | ---- | ---- | ---- | ---- | ---------- | -------------------- |
| Medalha de ouro   | Svetlana Radzivil    | Uzbequistão   | –    | –    | o    | o    | o    | xo   | xxo  | xxx  | 1.92       | Recorde da temporada |
| Medalha de prata  | Nadiya Dusanova      | Uzbequistão   | –    | o    | o    | o    | o    | o    | xxx  |      | 1.88       | =                    |
| Medalha de bronze | Zheng Xingjuan       | China         | –    | –    | o    | o    | o    | xxx  |      |      | 1.84       | Recorde da temporada |
| 4                 | Michelle Sng Suat Li | Singapura     | –    | o    | o    | xxx  |      |      |      |      | 1.75       | Recorde nacional     |
| 4                 | Yuki Mimura          | Japão         | o    | o    | o    | xxx  |      |      |      |      | 1.75       | Recorde da temporada |
| 6                 | Yeung Man Wai        | Hong Kong     | o    | o    | xxx  |      |      |      |      |      | 1.70       | Recorde pessoal      |
| 6                 | Regina Kaysarova     | Cazaquistão   | –    | o    | xxx  |      |      |      |      |      | 1.70       |                      |
| 8                 | Swapana Barman       | Índia         | xo   | o    | xxx  |      |      |      |      |      | 1.70       | Recorde pessoal      |
| 9                 | Yap Sean Yee         | Malásia       | o    | xxo  | xxx  |      |      |      |      |      | 1.70       | Recorde pessoal      |
| 10 !              | Nadiah Al-Haqoan     | Kuwait        |      |      |      |      |      |      |      |      | DNS        |                      |

### Salto com vara
19 de fevereiro
| Posição           | Atleta       | Nacionalidade | 4.00 | 4.15 | 4.30 | 4.40 | 4.50 | 4.60 | 4.70 | 4.80 | Resultados | Notas                |
| ----------------- | ------------ | ------------- | ---- | ---- | ---- | ---- | ---- | ---- | ---- | ---- | ---------- | -------------------- |
| Medalha de ouro   | Li Ling      | China         | –    | –    | –    | xo   | o    | o    | o    | xxx  | 4.70       | ,                    |
| Medalha de prata  | Ren Mengqian | China         | –    | o    | o    | xxx  |      |      |      |      | 4.30       | Recorde da temporada |
| Medalha de bronze | Tomomi Abiko | Japão         | o    | xo   | xxx  |      |      |      |      |      | 4.15       | Recorde da temporada |

### Salto em distância
19 de fevereiro
| Posição           | Atleta                 | Nacionalidade | #1   | #2   | #3   | #4   | #5   | #6   | Resultados | Notas                |
| ----------------- | ---------------------- | ------------- | ---- | ---- | ---- | ---- | ---- | ---- | ---------- | -------------------- |
| Medalha de ouro   | Mayookha Johny         | Índia         | 6.35 | 6.27 | 6.21 | 6.30 | 6.30 | 6.08 | 6.35       | Recorde da temporada |
| Medalha de prata  | Bui Thi Thu Thao       | Vietname      | x    | 6.30 | x    | 6.14 | 6.06 | 6.26 | 6.30       | Recorde nacional     |
| Medalha de bronze | Olga Rypakova          | Cazaquistão   | 6.22 | x    | –    | x    | 6.11 | –    | 6.22       | Recorde da temporada |
| 4                 | Yuliya Tarasova        | Uzbequistão   | x    | x    | 6.11 | x    | 6.21 | 6.17 | 6.21       |                      |
| 5                 | M. A. Prajusha         | Índia         | 5.99 | 6.15 | 6.13 | 6.01 | x    | 6.09 | 6.15       | Recorde da temporada |
| 6                 | Lu Minjia              | China         | 6.00 | 5.73 | 5.77 | x    | 6.09 | 5.92 | 6.09       | Recorde da temporada |
| 7                 | Chamali Dilrukshi      | Sri Lanka     | 5.61 | 5.91 | x    | 5.96 | 6.04 | x    | 6.04       | Recorde da temporada |
| 8                 | Marestella Sunang      | Filipinas     | 6.03 | x    | x    | 5.99 | 6.01 | x    | 6.03       | Recorde da temporada |
| 9                 | Anna Bulanova          | Quirguistão   | 5.80 | x    | 5.84 |      |      |      | 5.84       | Recorde da temporada |
| 10                | Yekaterina Ektova      | Cazaquistão   | 5.52 | x    | 5.57 |      |      |      | 5.57       |                      |
| 11                | Noor Amira Mohd Nafiah | Malásia       | 5.42 | 5.36 | 5.42 |      |      |      | 5.42       | Recorde pessoal      |
| 12                | Christel El Saneh      | Líbano        | 4.86 | 4.97 | 4.75 |      |      |      | 4.97       | Recorde da temporada |

### Salto triplo
20 de fevereiro
| Posição           | Atleta         | Nacionalidade | #1    | #2    | #3    | #4    | #5    | #6    | Resultados | Notas                |
| ----------------- | -------------- | ------------- | ----- | ----- | ----- | ----- | ----- | ----- | ---------- | -------------------- |
| Medalha de ouro   | Olga Rypakova  | Cazaquistão   | x     | 14.03 | 14.03 | x     | x     | 14.32 | 14.32      | Recorde da temporada |
| Medalha de prata  | Mayookha Johny | Índia         | 13.79 | 13.81 | 14.00 | 13.80 | 13.80 | x     | 14.00      | Recorde nacional     |
| Medalha de bronze | Irina Ektova   | Cazaquistão   | x     | x     | 13.19 | 13.32 | x     | 13.48 | 13.48      | Recorde da temporada |
| 4                 | Wang Wupin     | China         | 12.68 | x     | 13.26 | 13.03 | 12.91 | 13.42 | 13.42      | Recorde da temporada |
| 5                 | Li Xiaohong    | China         | x     | 12.14 | 13.12 | 12.99 | 13.14 | x     | 13.14      | Recorde da temporada |
| 06 !              | Tran Huy Hoa   | Vietname      | x     | x     | x     | x     | x     | x     | NM         |                      |
| 07 !              | M. A. Prajusha | Índia         |       |       |       |       |       |       | DNS        |                      |

### Arremesso de peso
19 de fevereiro
| Posição           | Atleta             | Nacionalidade | #1    | #2    | #3    | #4    | #5    | #6    | Resultados | Notas           |
| ----------------- | ------------------ | ------------- | ----- | ----- | ----- | ----- | ----- | ----- | ---------- | --------------- |
| Medalha de ouro   | Geng Shuang        | China         | 16.90 | 18.06 | 16.77 | 17.07 | x     | 17.25 | 18.06      | Recorde pessoal |
| Medalha de prata  | Guo Tianqian       | China         | 17.32 | 17.20 | x     | 17.42 | 17.44 | 17.27 | 17.44      |                 |
| Medalha de bronze | Noora Salem Jassem | Bahrein       | 15.85 | 16.06 | 15.35 | 14.97 | 16.26 | 15.31 | 16.26      | Recorde pessoal |
| 4                 | Leyla Rajabi       | Irão          | 15.58 | 15.60 | 15.73 | 16.02 | 15.84 | 15.94 | 16.02      |                 |
| 5                 | Aya Ota            | Japão         | 14.36 | x     | 14.81 | 15.27 | 15.24 | 14.82 | 15.27      | Recorde pessoal |
| 6                 | Manpreet Kaur      | Índia         | 15.21 | 14.77 | 14.61 | 14.47 | 14.69 | x     | 15.21      | Recorde pessoal |
| 7                 | Amina Al-Mannai    | Catar         | 9.68  | 10.90 | 11.08 | 10.54 | 10.60 | 10.85 | 11.08      | Recorde pessoal |

### Pentatlo
21 de fevereiro
| Posição           | Atleta                      | Nacionalidade  | 60 m C/B | SA   | AP    | SD   | 800 m  | Pontos | Notas            |
| ----------------- | --------------------------- | -------------- | -------- | ---- | ----- | ---- | ------ | ------ | ---------------- |
| Medalha de ouro   | Ekaterina Voronina          | Uzbequistão    | 9.00     | 1.81 | 13.57 | 5.85 | 2:25.2 | 4224   | Recorde nacional |
| Medalha de prata  | Sepideh Tavakoli            | Irão           | 9.03     | 1.72 | 13.40 | 5.33 | 2:34.3 | 3828   |                  |
| Medalha de bronze | Chie Kiriyama               | Japão          | 8.61     | 1.63 | 10.83 | 5.40 | 2:36.1 | 3637   |                  |
| 4                 | Irina Velihanova            | Turquemenistão | 9.40     | 1.60 | 10.14 | 5.30 | 2:23.4 | 3524   | Recorde nacional |
| 5                 | Kristina Pronzhenko         | Tajiquistão    | 9.42     | 1.54 | 8.93  | 5.47 | 2:22.2 | 3435   | Recorde nacional |
| 6                 | Aleksandra Yurkevskaya      | Uzbequistão    | 9.48     | 1.69 | 10.21 | 4.96 | 2:35.1 | 3375   | Recorde pessoal  |
| 7                 | Swapana Barman              | Índia          | 8.85     | 1.78 | 11.38 | 5.74 | DQ     | 3285   | Recorde pessoal  |
| 8                 | Fatemeh Mazaher Sassanipoor | Catar          | 9.86     | 1.33 | 8.93  | 4.37 | 3:12.1 | 2294   |                  |

Legenda
| Recorde mundial       | Recorde mundial (World record)               |                       | Recorde africano                      | Recorde africano (African) |                                           | Q | Classificado por posição (Qualified) |
| Recorde do campeonato | Recorde do campeonato (Championship record)  | Recorde da América    | Recorde da América (Americas)         | q                          | Classificado por melhor tempo (Qualified) |   |                                      |
| Melhor marca do ano   | Melhor marca do ano (World leading)          | Recorde asiático      | Recorde asiático (Asian)              | DNS                        | Não largou (Did not start)                |   |                                      |
| Recorde nacional      | Recorde nacional (National record)           | Recorde europeu       | Recorde europeu (European)            | DNF                        | Não terminou (Did not finish)             |   |                                      |
| Recorde pessoal       | Recorde pessoal do atleta (Personal best)    | Recorde da Oceania    | Recorde da Oceania (Oceania)          | DSQ / DQ                   | Desclassificado (Disqualified)            |   |                                      |
| Recorde da temporada  | Recorde da temporada do atleta (Season best) | Recorde sul-americano | Recorde sul-americano (South America) | NM                         | Sem marca (No mark)                       |   |                                      |